# Pilisvörösvár
Pilisvörösvár (in tedesco Werischwar) è una città di 13.307 abitanti situata nella contea di Pest, nell'Ungheria settentrionale.